# La Califfa
Pour plus de détails, voir Fiche technique et Distribution.
La Califfa est un film franco-italien, écrit et réalisé par Alberto Bevilacqua, sorti sur les écrans en 1970.

## Synopsis
Des grèves secouent l'Italie. Le mari de la Califfa est tué et elle devient la Pasionaria des grévistes. Elle s'oppose au patron de l'usine, Doberdò, lui-même ancien ouvrier. L'opposition se transforme en amour, et le conflit s'éteint par concessions réciproques. Doberdò est abattu.

## Fiche technique
- Titre original : La Califfa
- Réalisation : Alberto Bevilacqua
- Assistant réalisateur : Franco Cirino
- Scénario : Alberto Bevilacqua, d'après son roman homonyme, Editions Rizzoli, Milan, 1964, 230 p.
- Direction artistique : Giantito Burchiellaro
- Costumes : Luciana Marinucci
- Directeur de la photographie : Roberto Gerardi
- Montage : Sergio Montanari
- Musique : Ennio Morricone, dirigée par Bruno Nicolai
- Son :Guido Ortenzi
- Producteurs : Mario Cecchi Gori, Robert Dorfmann
- Sociétés de production : Fair Film, Labrador Films et Les Films Corona
- Sociétés de distribution : Titanus (Italie), Metro-Goldwyn-Mayer (France)
- Pays :  France,  Italie
- Format : couleur (Technicolor)  - 35 mm - Son : Mono
- Genre : drame
- Durée : 96 minutes
- Dates de sortie : Italie : 31 décembre 1970 (première à Turin), 1er janvier 1971 (sortie nationale)

## Distribution
- Romy Schneider (VF : Marion Loran) : Irene Corsini dite la Califfa, la veuve pasionaria des grévistes
- Ugo Tognazzi (VF : Jean-Claude Michel) : l'industriel Annibale Doberdò
- Massimo Farinelli : Giampiero Doberdò, le fils d'Annibale
- Guido Alberti : l'évêque, à l'enterrement
- Marina Berti : Clementine Doberdò, l'épouse d'Annibale
- Roberto Bisacco : Bisacco, le collaborateur de Doberdò
- Gigi Ballista : l'industriel prince
- Massimo Serato (VF : Jean Berger) : l'industriel en faillite, victime de Doberdò
- Gigi Reder : le serveur
- Luigi Caselatto : le préfet de police
- Ernesto Colli : un ouvrier
- Enzo Fiermonte : l'ouvrier syndicaliste
- Stefano Satta Flores : un ouvrier
- Franco Ressel : un industriel
- Giancarlo Prete : l'amant d'Irene
- Nerina Montagnani : la domestique des Doberdò

## Musique
La musique du film, signée Ennio Morricone, figure parmi les grands succès internationaux du compositeur italien. Le thème de La Califfa a été notamment interprété par Yo-Yo Ma.